# برستون باسيت
برستون باسيت (بالإنجليزية: Preston Bassett)‏ هو مهندس فضاء جوي ومهندس أمريكي، ولد في 20 مارس 1892، وتوفي في 30 أبريل 1992.